# Synoda o rodině (2014–2015)
Synoda o rodině je souhrnné hovorové označení dvou zasedání biskupského sněmu katolické církve, která svolal papež František a zabývala se například problematikou nesezdaného soužití nebo přijímání svátostí rozvedenými a znovu sezdanými.
První (III. mimořádné) zasedání se konalo od 5. do 19. října 2014 a za Českou biskupskou konferenci se jí zúčastnil olomoucký arcibiskup Mons. Jan Bosco Graubner. Druhé (XIV. řádné) zasedání bylo vyhlášeno na 4. až 25. říjen 2015 a Česká biskupská konference na ně vyslala královéhradeckého biskupa Mons. Jana Vokála.

## Citáty
| „                 | Zasedání biskupské synody neslouží k diskusi o krásných a originálních idejích nebo k tomu, aby se ukázalo, kdo je nejvíce inteligentní. Slouží lepší kultivaci a péči o Pánovu vinici, spolupráci na Jeho snu, na Jeho dobrotivém plánu s Jeho lidem. | “ |
| — papež František | |   |

| „             | Nejedná se o diskuzi ohledně věroučných otázek, které byly mimochodem rozvinuty v nedávném učení církve. Vyplývá z toho spíše pozvání pro celou církev, aby naslouchala problémům a očekáváním, jež dnes prožívají mnohé rodiny; aby jim projevila blízkost a nabídla věrohodným způsobem Boží milosrdenství a krásu toho, když člověk odpoví na Boží povolání." | “ |
| — Bruno Forte | |   |